# Venturia montana
Venturia montana là một loài tò vò trong họ Ichneumonidae.